# Synesios z Kyrenaiky
Synesios z Kyrenaiky (asi 370 – před 415, nejspíše 413) byl řecký novoplatónský filozof, básník a rétor, žák slavné Hypatie z Alexandrie.
V roce 399–402 působil jako vyslanec Kyrenaiky na dvoře císaře Arcadia v Konstantinopoli. Z této doby pochází jeho řeč O království, kterou před císařem přednesl a v níž vyložil, čím se liší dobrý vládce od tyrana a poukázal na hrozící důsledky nesprávné císařské politiky.
Někdy na konci prvního desetiletí 5. století přijal křesťanství a stal se biskupem v Ptolemaidě.